# Cementerio de San Miguel
El Cementerio Histórico de San Miguel de Málaga está considerado como uno de los principales camposantos histórico-monumentales de España. Este cementerio se ha utilizado como lugar de entierro desde principios del siglo XIX, y es una de las pocas necrópolis decimonónicas que han llegado prácticamente íntegras hasta nuestros días: la portada, la capilla, la mayoría de los panteones, y las salas de pésame o de velatorios se han conservado tal y como se construyeron en el siglo XIX y principios del siglo XX.

## Historia

### Antecedentes
Se construye como consecuencia de la Real Cédula que en 1787 dicta el rey Carlos III, en la que por razones sanitarias se prohíbe enterrar en las iglesias y conventos y se ordena a los ayuntamientos la construcción de cementerios fuera de las poblaciones, en sitios ventilados y alejados de las casas de los vecinos. Esta normativa de Carlos III no se cumplió en Málaga hasta que a comienzos del Siglo XIX hubo una epidemia de fiebre amarilla o vómito negro que asoló la ciudad en 1804. Fue cuando el Ayuntamiento adquirió en 1806 la finca de Haza Cabello o del Capitán para construir extramuros el Cementerio General de Málaga.

### Inauguración
De estilo neoclásico, fue inaugurado el 1 de julio de 1810 y se bendijeron los terrenos bajo la advocación del arcángel San Miguel. Aun así el cementerio estuvo durante bastante tiempo sin cercar, hasta que en 1821 el Ayuntamiento, siempre con problemas de liquidez, recurrió a las cofradías y hermandades de la ciudad para lograr el cerramiento del camposanto. Para ello levantaron cuatro hiladas superpuestas de nichos que conformaron los muros de protección y finalmente, en 1829, el cementerio completó su cercado. En total fueron 28 hermandades, pasionistas y de ánimas, las que construyeron sus grupos de nichos. En 1837 se concluye la construcción de la capilla.
En 1847 el arquitecto municipal Rafael Mitjana diseña un plan de reordenación y ampliación, y en 1848 comenzó la venta de parcelas a las grandes familias de la burguesía malagueña que comenzaron a levantar mausoleos como recuerdo a sus deudos. 
Hoy permanecen en San Miguel los panteones y nichos pertenecientes a personajes relevantes de la Málaga de los siglos XIX y XX. El primer mausoleo fue erigido en 1844 en memoria de Salvador Barroso, al que seguirían otros doscientos cincuenta aproximadamente de variados estilos historicistas o eclécticos. Fueron edificados por arquitectos como Rafael Mitjana, José Trigueros, Gerónimo Cuervo, Cirilo Salinas, Joaquín de Rucoba, Manuel Rivera Valentín, Manuel García del Álamo o Fernando Guerrero Strachan y maestros de obras como Diego Clavero y Zafra o Rafael Moreno. La escultura está representada por obras de Adrián Risueño, Antonio Gutiérrez de León, Francisco Palma García, Eduardo Medina, Frapolli, Diego García Carreras, o el italiano Lorenzo Bartolini. Destacan las verjas y rejas de hierro, procedentes de ferrerías malagueñas decimonónicas.

### Clausura y puesta en valor
Fue clausurado en 1987 debido al crecimiento del barrio y la inclusión del cementerio en el propio vecindario, al igual que el Cementerio de San Rafael, y fue reconvertido en columbario, quedando circunscrito en su extensión a los dos patios monumentales. En el año 2000 se llevó a cabo un proyecto para convertir las patios vacíos del cementerio en parque.
Fue incluido en el Catálogo General del Patrimonio Histórico Andaluz el 11 de febrero de 2015 al amparo de la Ley 14/2007 del Patrimonio Histórico de Andalucía.
En mayo de 2017 comenzaron una serie de obras para restaurar el cementerio, entre los primeros trabajos se encuentra la restauración del panteón de la familia Heredia y sobre 2018 se prevé la construcción de un centro de interpretación de templos funerarios.

## Sucesos notables
El 11 de diciembre de 1831 el Cementerio de San Miguel fue testigo del entierro del general liberal José María de Torrijos y sus compañeros, que posteriormente serían trasladados al monumento funerario de la Plaza de la Merced.

## Panteones destacados

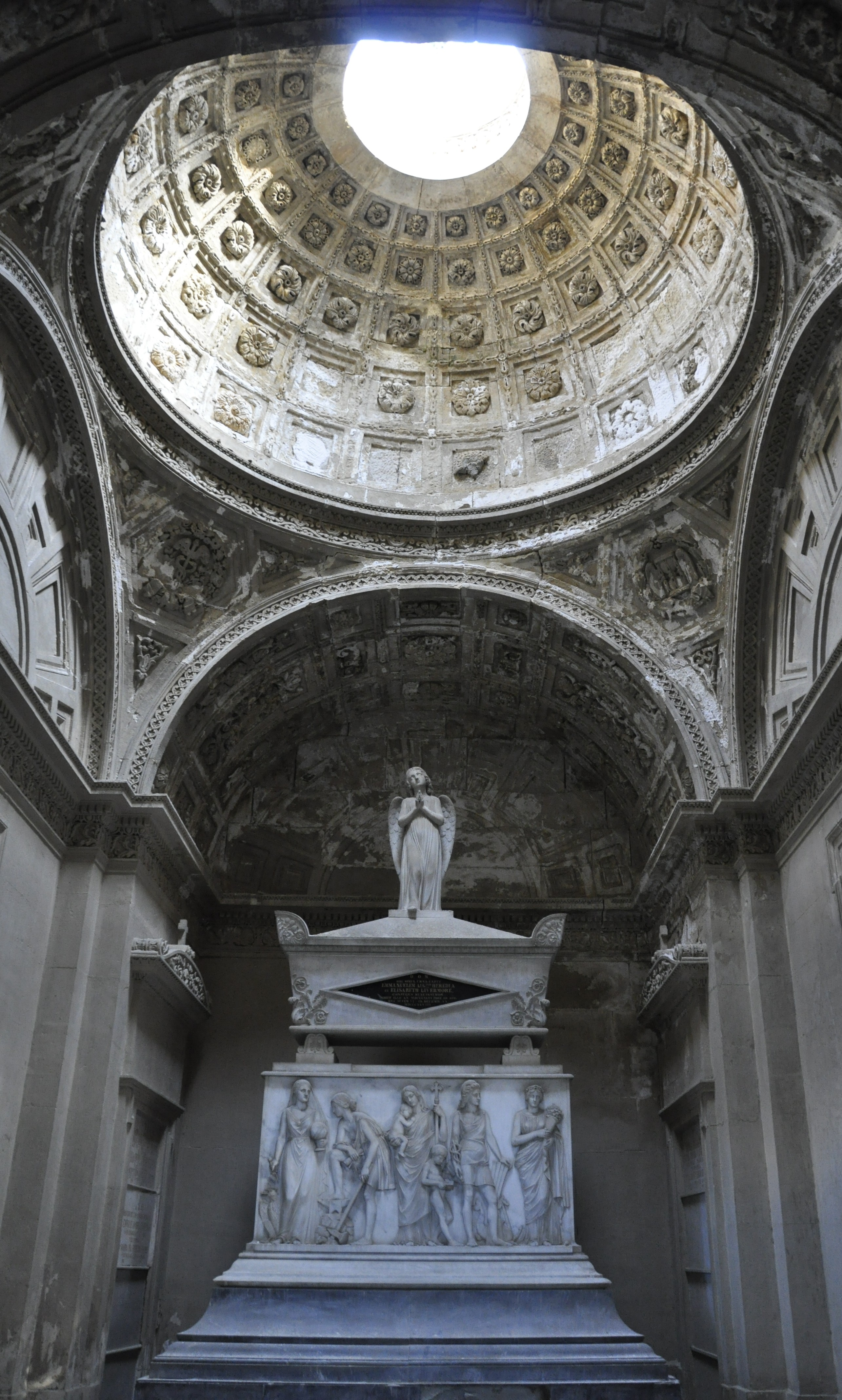
Panteón de Heredia - Interior

- Heredia (1852): El panteón, adosado a la capilla del cementerio, es una de las construcciones funerarias más destacadas de éste. El proyecto es de autor desconocido y fue traído desde Londres aunque la construcción la dirigió el arquitecto Cirilo Salinas. La parcela de planta rectangular con un ábside en su parte frontal está delimitada por una verja de hierro fundido. Algunas tumbas rodean el edificio principal, una de ellas con una remarcable escultura de un ángel. Una fuente octogonal se ubica junto a la puerta de acceso en la verja. El edificio funerario es de planta rectangular con forma de templo clásico dórico cuyas columnas, encastradas en los muros del edificio, y los festones que penden de antorchas invertidas, todas de hierro fundido, fueron realizadas en la fábrica de Heredia. En las dos fachadas laterales hay sendos accesos al interior cerrados con sólidas puertas también de fundición. El tímpano acoge un grupo escultórico de terracota sobre el Juicio Final. Y en su interior, separado por una verja tras el altar de la capilla, el monumento escultórico construido en memoria de Manuel Agustín Heredia e Isabel Livermore, realizado en mármol blanco por artistas italianos con diseño del afamado escultor neoclásico italiano Lorenzo Bartolini.[6] En él se representan las ocupaciones y virtudes del finado mediante cinco alegorías que representan las Matemáticas, la Minería, la Caridad, la Navegación y la Agricultura.

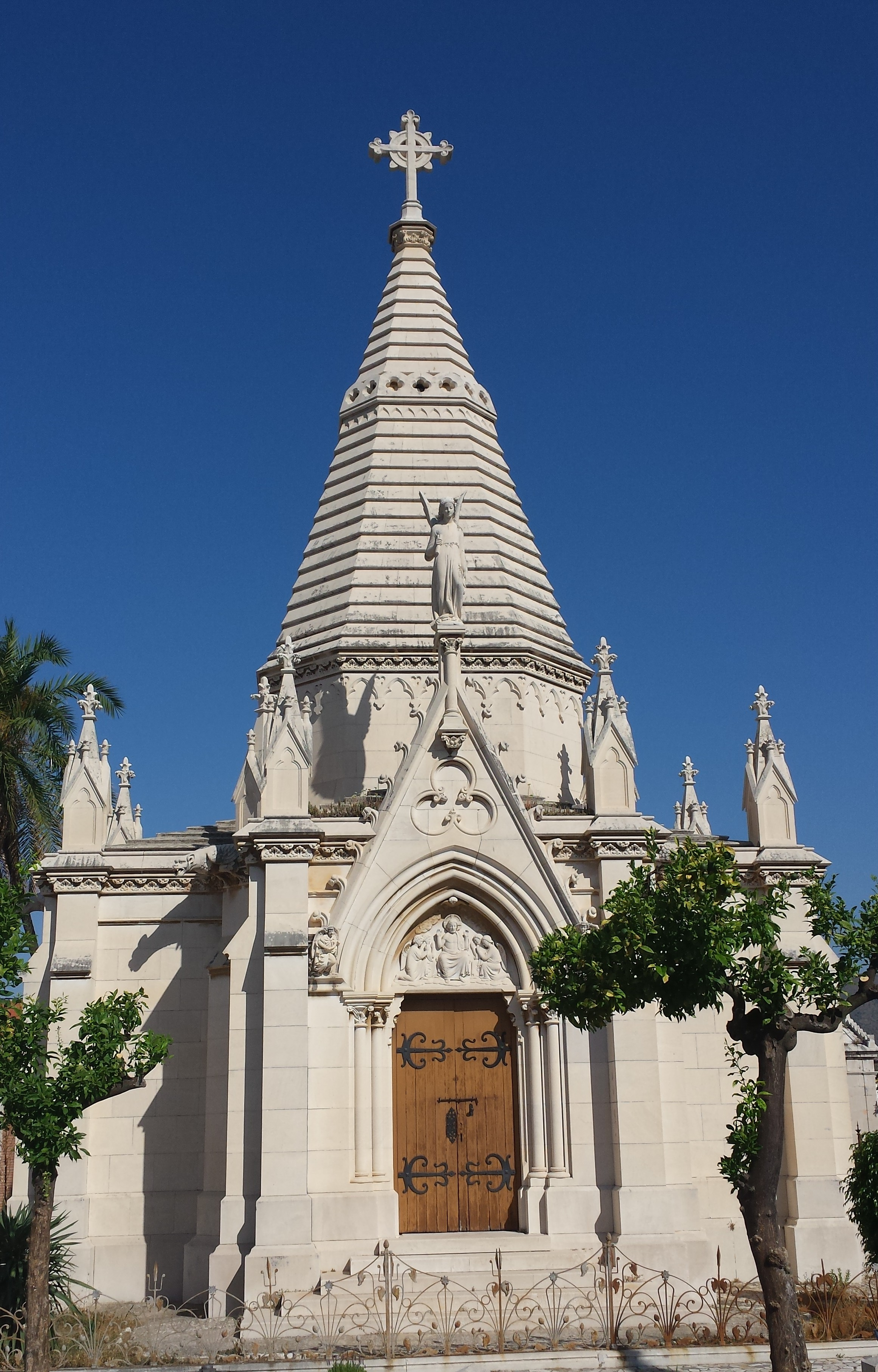
Panteón de la familia Larios

- Larios (1877): El mausoleo de los Marqueses de Larios no puede pasar desapercibido por sus dimensiones y preponderancia sobre los demás panteones. Está realizado íntegramente en piedra caliza blanca, de planta de cruz griega y estilo neogótico. Predomina su sobresaliente cimborrio escalonado de forma octogonal, las gigantescas gárgolas con forma de animales fantásticos de inspiración medieval, los pináculos y las cresterías. En el tímpano un altorrelieve que representa a Cristo en Majestad, adorado por parejas de ángeles arrodillados y una cabeza de querubín en la parte superior. Esta composición está incrustada en un gablete que alberga un trifolio ciego en su interior y que está rematado en su vértice superior por una columna sobre la que se apoya una figura escultórica de un ángel en posición erguida que sostiene un pergamino en su mano derecha. En el interior de la capilla destacan las lápidas de nichos a ambos lados, el altar al fondo sobre el que se abre una vidriera y la impresionante cúpula elíptica.

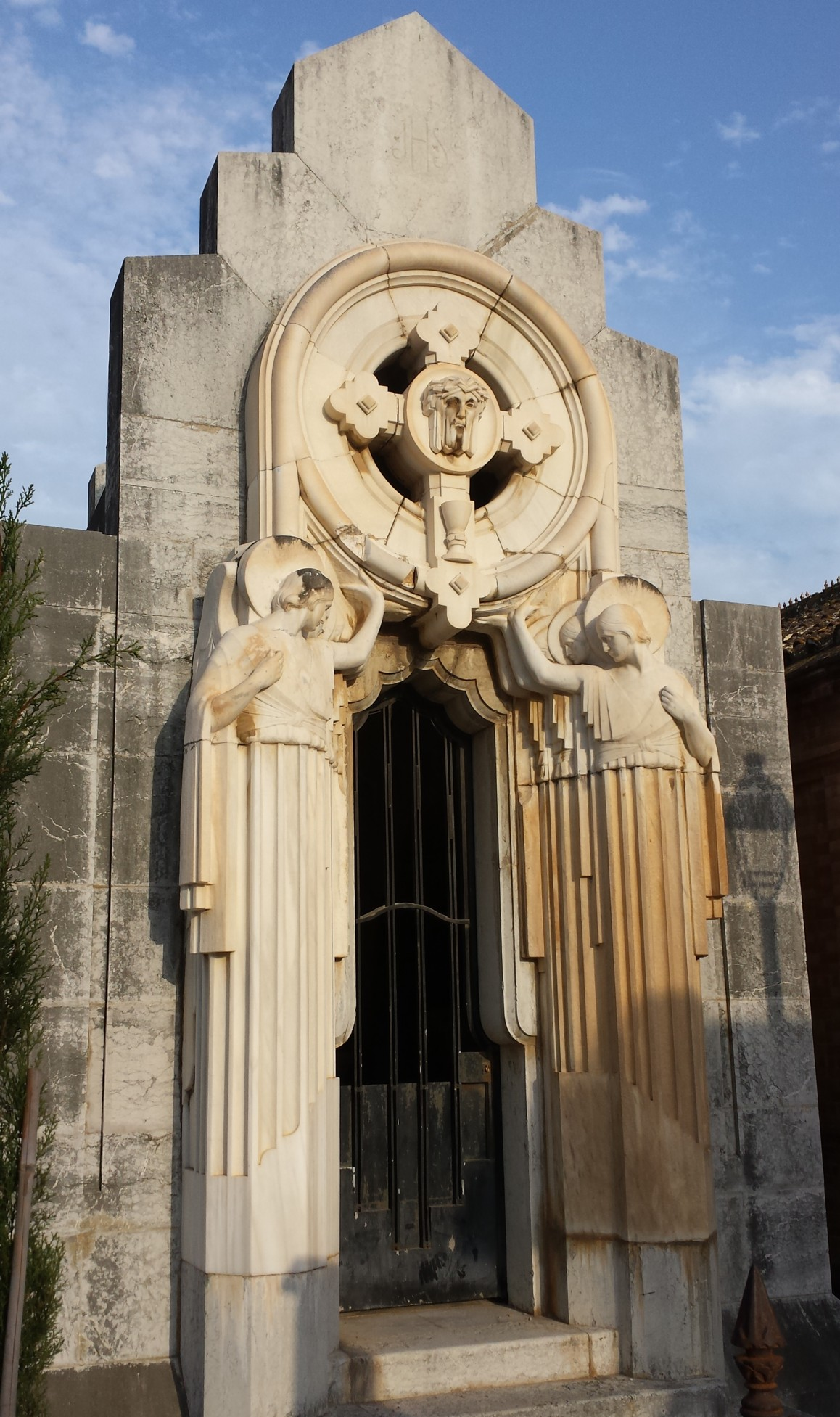
Panteón de Félix Sáenz Calvo

- Félix Sáenz Calvo (1933): Se considera uno de los panteones con mayor valor arquitectónico y está incluido en el Catálogo de Arquitectura Contemporánea de la Junta de Andalucía.[7] De claro estilo art decó fue realizado en 1933 por al arquitecto Antonio Palacios en piedra caliza blanca despiezada en sillares muy regulares, pero fue el escultor Francisco Palma García el que se encargó de los pormenores decorativos, entre ellos de los ángeles columnarios tallados en mármol blanco, de clara simbología eucarística, ya que sustentan sobre sus cabezas una gran forma circular moldurada y horadada en el interior para configurar un rosetón al que se superpone una cruz cuyo centro es un rostro de Cristo. La vidriera de tonalidades ámbar y amarilla se realizó en un taller especializado de París, Casa Maumejean, y nos muestra una cruz de malta con el crismón en el nudo y con el brazo inferior alargado para configurar una espada.

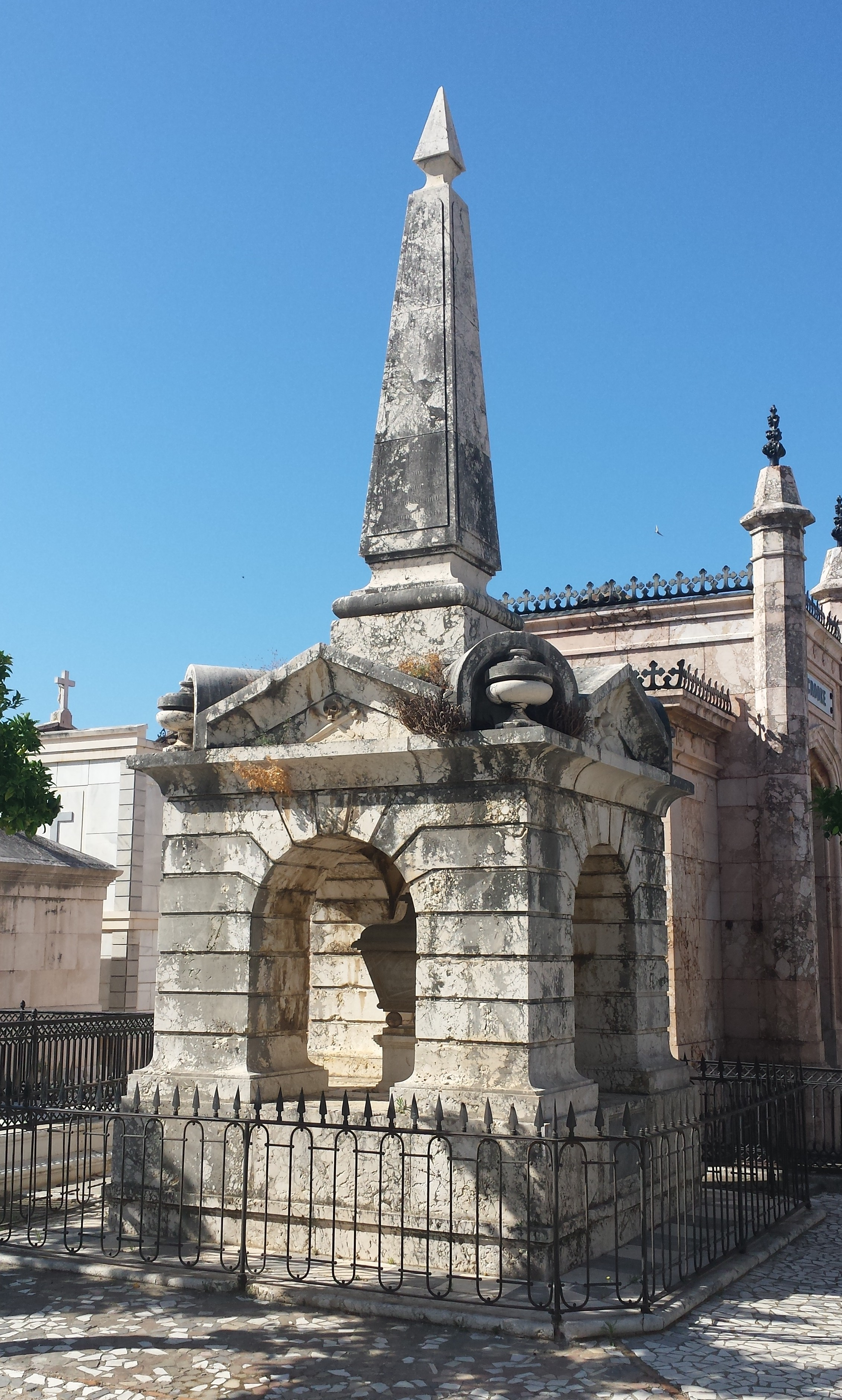
Panteón de Salvador Barroso

- Salvador Barroso (1844): Este es el primer panteón que se erigió en el cementerio de San Miguel. Construido por Cirilo Salinas en piedra jaspón, con forma de templete tetrápilo que se remata con un obelisco con un estrangulamiento, con calaveras y tibias en los tímpanos y urnas cinerarias en los ángulos. Dispone de un espacio interior cubierto por una cúpula semiesférica en cuyo centro emerge un pódium de jaspón blanco sobre el que se sitúa un sarcófago de mármol gris rematado por una bola, que simbólicamente contiene las cenizas, depositadas en realidad en la bóveda subterránea. En el lado frontal de la base del mausoleo se emplaza una lápida de mármol gris con la inscripción: El Ayuntamiento de Málaga lo ha cedido a la memoria del amigo de las Ciencias y las Artes. Fundador de una memoria para dos premios anuales de 1000 R. cada uno a los dos jóvenes que por oposición sobresalgan en matemáticas y dibujo.

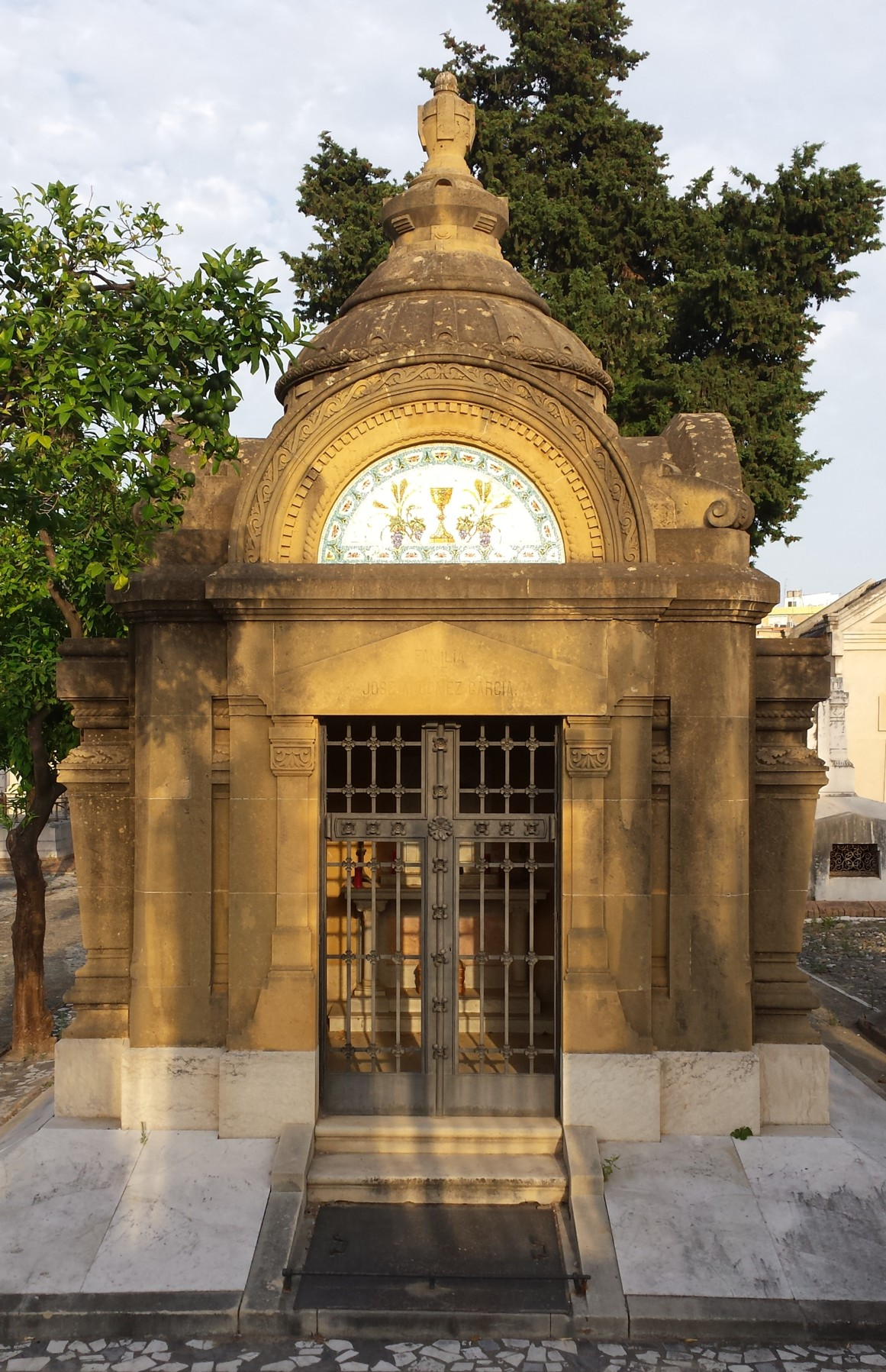
Panteón de José Agustín Gómez García

- José Agustín Gómez García (1914): Templete de estilo neobizantino con base cuadrada y realizado en piedra arenisca roja, atribuido al arquitecto malagueño Fernando Guerrero Strachan. Lo cubre una falsa cúpula de anillos superpuestos y la remata una urna cineraria. El perímetro exterior lo recorren varias bandas superpuestas de molduras rehundidas y frisos con decoración vegetal de sogueados y hojarasca. En la fachada principal, el vano adintelado de acceso está coronado por un frontón triangular sostenido por basa y capitel decorado con relieves no figurativos. Cada una de las fachadas está rematada por un frontón curvo decorado con ajedrezado, sogueado y doleos, y cuyos tímpanos contienen mosaicos policromados que le dan cierto aire oriental al mausoleo. Representan símbolos eucarísticos en la fachada principal, y una cruz con sudario y símbolos pasionistas en las otras, añadiendo las inscripciones latinas Quia manus dom tetigit me y Miseremini mei saltem vos. El tímpano posterior alberga una vidriera que representa a Dios Padre. Una verja de hierro forjado con diseño geométrico y decoración de florones cierra el acceso a la capilla interior realizada en mármol blanco.

- Antonio Uriarte (1872): Túmulo de planta cuadrada realizado en piedra jaspón por el arquitecto Manuel Rivera Valentín. En el centro se dispone una elevación rectangular sobre la que se asienta un sarcófago de piedra caliza blanca. La tapa, a dos aguas, quiebra su base inferior para generar frontones triangulares en sus cuatro lados. Los laterales sustentan una decoración en relieve representando entrelazos, en las esquinas se integran finas columnillas y en los lados anterior y posterior se muestra una decoración de cruces y cálices con sagradas formas.

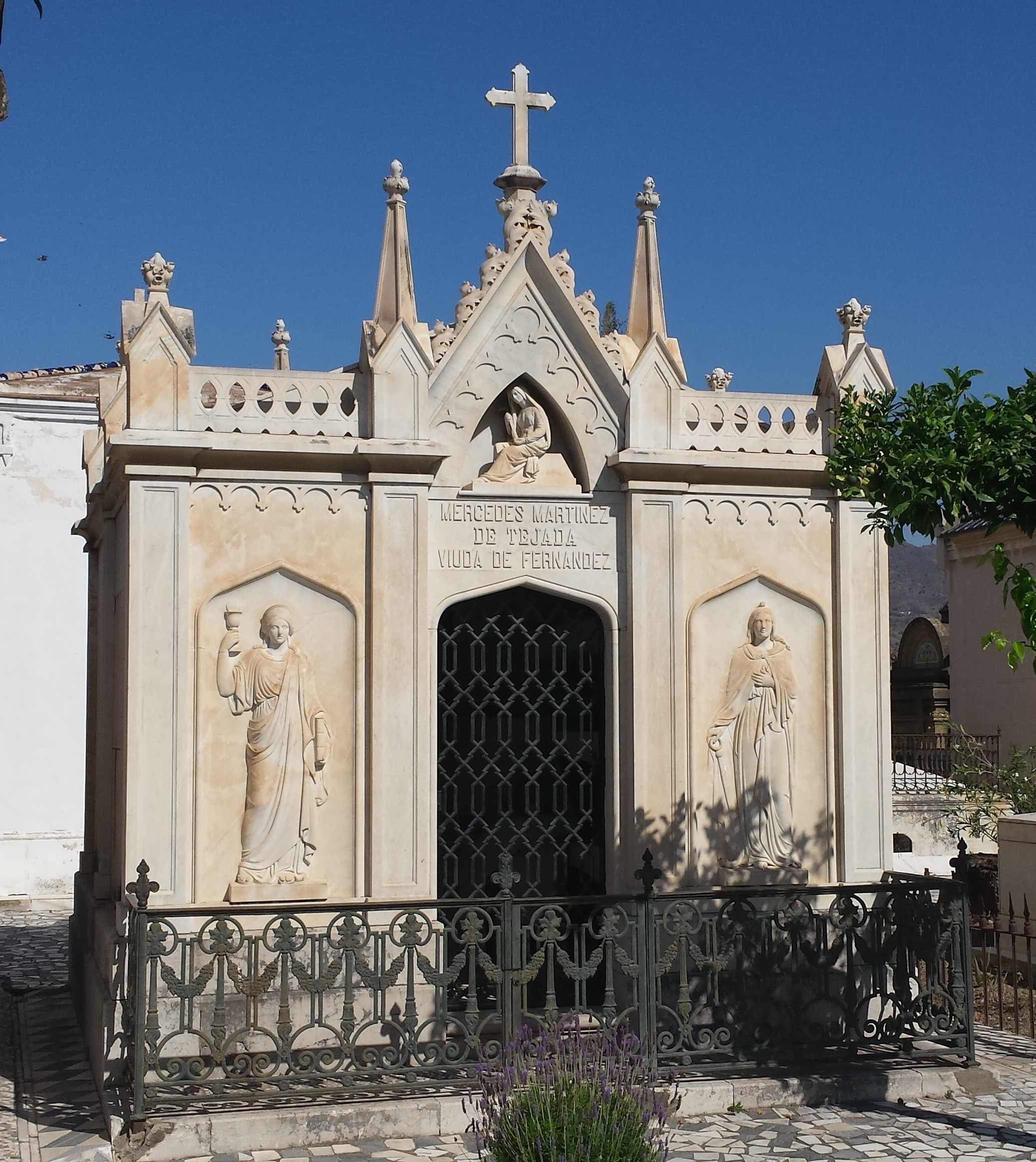
Panteón de Mercedes Martínez de Tejada, viuda de Fernández

- Mercedes Martínez de Tejada, viuda de Fernández (anterior a 1881): Mausoleo en forma de capilla neogótica sobre planta rectangular realizado en mármol blanco. En el centro de la fachada principal hay una puerta de acceso en forma de arco Tudor y protegida por cancela de hierro fundido de elaborado diseño geométrico. La flanquean dos arcos ciegos del mismo tipo que, a modo de hornacinas, cobijan a sendas figuras escultóricas realizadas en mediorrelieve. Representan a personajes femeninos, tocadas sus cabezas con estrellas y vestidas con atuendos clásicos. La de la izquierda porta un cáliz y un libro, simbolizando la Fe, y la otra sostiene un ancla que representa la Esperanza en la salvación. Los tres arcos se encuentran separados por pilastras que sustentan una cornisa que recorre todo el perímetro superior. Bajo ella corre un friso de pequeños arcos ciegos de medio punto y por encima una balaustrada sustentada por pináculos. Los dos centrales resultan más altos y esbeltos que los restantes para enmarcar un gablete trasdosado con pequeñas volutas que albergan una hornacina en forma de arco ojival. Esta cavidad alberga una escultura de bulto redondo que representa una dama sentada cubierta con un velo y portando una cruz, alegoría de la espera en la Fe. Por encima de la cornisa del templete, que se haya cubierto a dos aguas, sobresale un pináculo rematado por una cruz. El interior se encuentra pavimentado con baldosines hexagonales de mármol blanco. Ante la capilla se extiende un pequeño atrio que se delimita mediante una verja de fundición con un diseño particularmente elaborado a base de guirnaldas, antorchas invertidas, frutos de adormidera y elementos geométricos.

## La capilla

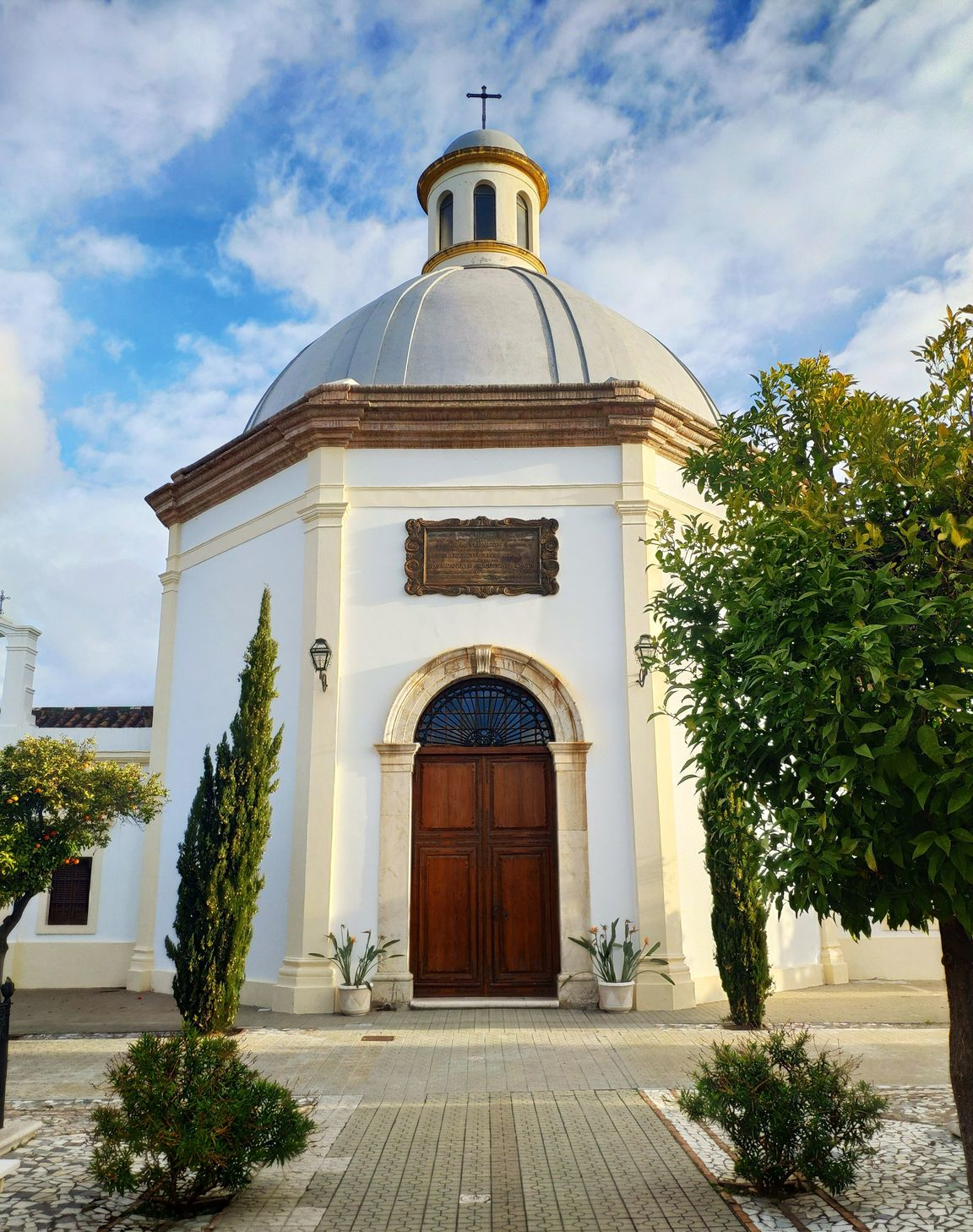
Capilla de Santa Isabel de Hungría.

Es el monumento más importante y representativo del recinto funerario. El diseño de este edificio municipal se atribuye al arquitecto Rafael Mitjana, siendo el director de obra Cirilo Salinas. Tiene planta circular interior inscrita dentro de un octógono exterior con una cúpula ligeramente apuntada. A ambos lados de la capilla se anexaron dos salas de las que una tendría la función de depósito de cadáveres y la otra sería utilizada como sacristía. Se concluyó en 1837 y se dedicó a Santa Isabel de Hungría, símbolo de la caridad cristiana. 
En su interior ocho grandes pilastras sostienen la cúpula de media naranja perforada por una linterna. La ornamentación interior la componían obras atribuidas a artistas malagueños, entre otros a Juan Niño de Guevara, aunque de todas ellas hoy solamente se conserva el Crucificado que preside la Iglesia y dos retablos barrocos de corte clásico en madera dorada y policromada, uno con una imagen de la Virgen del Rosario y el otro con una Dolorosa de la escuela malagueña del siglo XIX.

## Personalidades célebres
- Teresa Aspiazu y Paul (1862-1949) Escritora, académica y política
- Rafael Benjumea, conde de Guadalhorce (1876-1952) Ingeniero y político
- Luis Antonio Bolín Bidwell (1894-1969) Abogado, periodista diplomático y agente monárquico, pasajero del Dragon Rapide
- Alfonso Canales Pérez-Bryan (1923-2010) Poeta
- Bernabé Dávila y Bertololi (1837-1914) Abogado, político y diplomático
- José Denis Belgrano (1844-1917) Pintor
- Narciso Díaz de Escovar (1860-1935) Historiador, periodista y escritor
- José Luis Estrada Segalerva (1906-1975) Abogado, político y escritor
- Bernardo Ferrándiz Bádenes (1835-1885) Pintor
- José Gálvez Ginachero (1866-1952) Médico y político
- Pedro Gómez Chaix (1864-1955) Catedrático y político
- Salvador González Anaya (1879-1955) Escritor y político
- Trinidad Grund Cerero del Campo (1821-1896) Benefactora, filántropa
- Fernando Guerrero Strachan (1879-1930) Arquitecto y político
- Amalia Heredia Livermore, marquesa de Loring (1830-1902) Mecenas, coleccionista, investigadora y benefactora
- Manuel Agustín Heredia Martínez (1786-1846) Empresario, industrial y comerciante, pionero e impulsor de la Revolución industrial en España
- Eduardo Huelin Reissig (1822-1891) Empresario e industrial
- Alvin Karpis (1907-1979) Gánster, enemigo público n.º 1 de los EE. UU.
- Leopoldo Keromnes y de Montfort (?-1913) Industrial francés
- Manuel Domingo Larios y Larios, marqués de Larios (1836-1895) Aristócrata y empresario
- Jorge Loring y Oyarzábal, marqués de Loring (1822-1900) Ingeniero, empresario y político
- Joaquín Martínez de la Vega (1846-1905) Pintor
- José Moreno Carbonero (1860-1942) Pintor
- Antonio Muñoz Degrain (1840-1924) Pintor
- José Nogales Sevilla (1860-1936) Pintor
- Eduardo Ocón Rivas (1833-1901) Compositor
- Francisco Palma García (1887-1938) Escultor e imaginero
- Arturo Reyes Aguilar (1864-1913) Periodista, poeta y escritor
- Manuel Rivera Valentín (1851-1903) Arquitecto
- Manuel Rivera Vera (1879-1940) Arquitecto
- Salvador Rueda Santos (1857-1933) Periodista y poeta
- Félix Sáenz Calvo (1859-1926) Empresario
- Eduardo Strachan Viana-Cárdenas (1856-1899) Maestro de obras
- Francisco Vicaría (?-1841) Sacerdote confesor del General Torrijos y sus hombres antes de su ejecución.
- Jane Bowles (1917-1973) escritora estadounidense.

## Curiosidades
Los exteriores del Cementerio de San Miguel fueron utilizados en 1952 para el rodaje del largometraje Duende y misterio del flamenco dirigido por Edgar Neville.